# Övre tjärnen, Värmland
Övre tjärnen är en sjö i Torsby kommun i Värmland och ingår i Göta älvs huvudavrinningsområde. Sjön har en area på 0,122 kvadratkilometer och ligger 197,2 meter över havet.
Övre tjärnen ligger i Rattån Natura 2000-område. Sjön avvattnas av vattendraget Rattån.

## Delavrinningsområde
Övre tjärnen ingår i det delavrinningsområde (669853-133942) som SMHI kallar för Mynnar i Mangslidälven. Medelhöjden är 216 meter över havet och ytan är 4,95 kvadratkilometer. Det finns ett avrinningsområde uppströms, och räknas det in blir den ackumulerade arean 16,63 kvadratkilometer. Rattån som avvattnar avrinningsområdet har biflödesordning 4, vilket innebär att vattnet flödar genom totalt 4 vattendrag innan det når havet efter 393 kilometer. Avrinningsområdet består mestadels av skog (81 procent). Avrinningsområdet har 0,12 kvadratkilometer vattenytor vilket ger det en sjöprocent på 2,5 procent.